# Rheinischer Münzverein

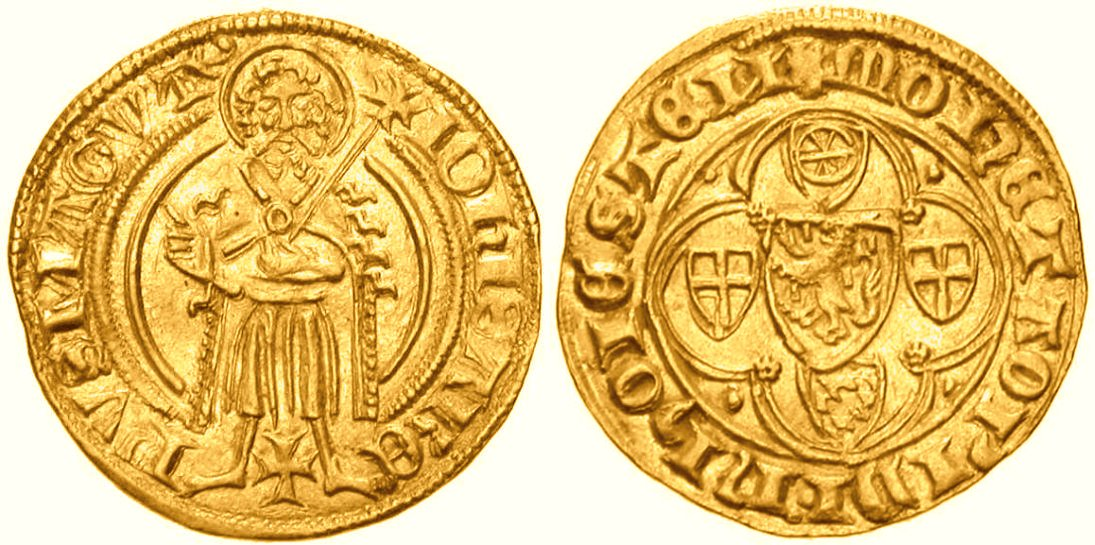
Goldgulden: Mainz, Erzbischof Johann II. von Nassau (1397–1419), geprägt zwischen 1399 und 1402 in Frankfurt-Höchst
Avers: Johannes der Täufer mit Kreuzzepter, die Rechte zum Segen erhoben; zwischen den Füßen ein Johanniterkreuz. Umschrift: IOH(ann)IS AR(chi)EP(iscop)VSMAGV(n)T(inus)
Revers: Vierpass; in der Mitte das nassauische Wappen, in den Bögen die Schilde von Kurmainz, Kurköln, Kurtrier, und von Bayern für Kurpfalz. Umschrift: MONETA OP(p)IDI IN HOIESTEN

Der Rheinische Münzverein war ein im Spätmittelalter von den vier rheinischen Kurfürsten Kuno von Trier, Friedrich von Köln, Adolf von Mainz und Ruprecht von der Pfalz gegründeter Münzverein. Das Münzregal und damit das uneingeschränkte Münzrecht war 1356 für alle Kurfürsten des Heiligen Römischen Reiches in der Goldenen Bulle festgeschrieben worden. Diese leiteten daraus das Recht zum Prägen von Goldmünzen ab.
Zunächst ließ der Rheinische Münzverein nur den Rheinischen Goldgulden, später auch den silbernen Weißpfennig prägen. Der Goldgulden wurde bald überall im Heiligen Römischen Reich als Handelsmünze akzeptiert und als Rechnungsmünze in Verträgen und Urkunden bis ins 17. Jh. verwendet.
In der Vertragsurkunde des Rheinischen Münzvereins wurde das Gepräge des Guldens genau vorgeschrieben: „Uff eyner Sytten sand Johannes bilde“ – „und  uff der ander Sitten eynen Tripass, da en mitten sallen des herren wappen, in dess monczen der gulden geslagen wirdet, und uff den dreien orttene sullen staen der ander dreyen herren wapen.“

## Geschichte
Der erste Rheinische Münzverein wurde am 26. November 1385 bzw. 8. Juni 1386 gegründet. Am 20. März 1419 kam zeitweise das Herzogtum Jülich hinzu. 1420 trat die Stadt Köln dem Rheinische Münzverein bei. Bis in die erste Hälfte des 16. Jahrhunderts folgten dem ersten Rheinischen Münzverein weitere. Durch räumliche Verzahnung ihrer Territorien hatten die rheinischen Fürsten gleiche handelspolitische Interessen und dadurch bedingt das Interesse an einer gemeinsamen Währung.
1391 wurde der Verein erneuert und das Münzbild des Rheinischen Guldens verändert. Zu Füßen Johannes des Täufers zeigte es nun einen kleinen Adler. Ab 1419 wurde an Stelle Johannes des Täufers der Heiligen Petrus in ganzer und halber Figur abgebildet, ab 1425 bzw. 1464 Jesus Christus. Auch den silbernen Weißpfennig ließen jetzt alle vier rheinischen Kurfürsten gemeinsam prägen. Die gemeinsame Münze wurde „mit dem tripas uf eine site gemunzet werden und uf die ander siten mit einem tabernakel unde mit einem brustbilde von sancte Peter“ geprägt. 20 Weißpfennige galten einem Goldgulden.

## Hintergrund
Nach 1300 ging die Periode des regionalen Pfennigs zu Ende. Der rheinische Raum öffnete sich den neuen Entwicklungen im Geldwesen, die von Italien und Frankreich mit der Ausbringung von Groschenmünzen im zwölffachen Wert des Pfennigs sowie von Goldmünzen im Wert eines Pfundes Denare ausgingen und im Laufe des 14. Jahrhunderts zu einem relativ stabilen Gold/Silber-Doppel- oder Parallelwährungssystem führten.